# Gorokhovetsky (huyện)
Huyện Gorokhovetsky (tiếng Nga: ? райо́н) là một huyện hành chính tự quản (raion), của Tỉnh Vladimir, Nga. Huyện có diện tích 1492 km², dân số thời điểm ngày 1 tháng 1 năm 2000 là 27800 người. Trung tâm của huyện đóng ở Gorokhovets.